# La Natividad (Piero della Francesca)
La Natividad (en italiano, Natività) es una obra del pintor renacentista italiano Piero della Francesca. Está realizada al temple sobre madera y mide 124 centímetros de alto y 123 cm de ancho. Se conserva en la National Gallery, en Londres.

## Historia
Se cree que fue en Urbino donde pintó la Natividad (1470-1485); algunos autores acotan la data de realización en 1460-1475, otras concretan 1483-1484. En cualquier caso, probablemente sea uno de los últimos cuadros realizados por Piero antes de su ceguera, por lo que se considera que debido a esta enfermedad quedó inacabado. Otros apuntan a que esa impresión de no estar acabado se debe seguramente a las restauraciones antiguas. Fue un encargo de su sobrino, con motivo de su matrimonio.

## Composición
Esta tabla representa a la Virgen María arrodillada, con las manos juntas, ante el Niño Jesús, que está acostado en el suelo, con los brazos elevados hacia su madre, ocupando en el centro de la composición. La Virgen María viste tres colores: azul, blanco y rojo. Acompañan a la Virgen un grupo de cinco ángeles cantores y músicos en el primer plano; tocan el laúd y la viola. Están con los pies desnudos sobre el suelo pedregoso.
Mientras, en el segundo plano, se distingue a José a la derecha, sentado sobre una albarda, con una calabaza a sus pies, mirando hacia otro lado, al paisaje. Detrás él se encuentra los pastores en adoración, el buey y el asno.
En el fondo, a la derecha, es visible un campanario. Este paisaje, visible a la izquierda, está pintado como una miniatura. El establo en el fondo, se pinta con realismo, con una sombra proyectada y animales en movimiento. El suelo y el techo del establo, con matas de hierba, separan las escenas presentadas, unas de otras.

## Análisis
Se trata de un ensayo de pintura al óleo, por entonces una nueva técnica flamenca que Piero della Francesca tuvo ocasión de conocer en sus primeros años en Ferrara, con más profundidad, en la Urbino del duque Federico de Montefeltro. Sobresale la instalación en perspectiva y el amoroso cuidado por los detalles. Algunos críticos elaboran la hipótesis que el rostro de la Virgen fuera realizado por otra mano «flamenca».
Los colores que viste María simbolizan respectivamente el azul, signo de la realeza celestial, el blanco que indica su virginidad y el rojo, alusivo a la muerte de Cristo. El establo rústico (al estilo de Toscana) está en ruinas, simbolizando la iglesia que Cristo viene a reconstruir, y representada por un campanario visible en el paisaje de una pequeña ciudad, posiblemente de Umbría, a la derecha.
El paisaje de la izquierda adopta el punto de vista de un pájaro en el cielo que se encontrará de nuevo en Leonardo de Vinci o incluso en las pinturas chinas de paisajes. Este punto de vista es probablemente debido a una composición perspectiva que respeta la posición del cuadro que debía figurar sobre un altar. El grupo de ángeles cantores y músicos está manifiestamente inspirado en la pintura flamenca. Tanto el tejado como el suelo muestran una tonalidad clara muy plana y que resulta extraña. Esto se debe a una alteración o deterioro de la pintura; seguramente el artista cubrió ambas partes con una capa de pintura muy fina, que resultó barrida en una torpe restauración. Los matojos oscuros, pintados con otro material, resistieron mejor los daños.